# Mario Mollari
Mario Mollari (Buenos Aires 1 de septiembre de 1930 – ib., 30 de octubre de 2010) fue un pintor y muralista argentino, enmarcado dentro de un arte figurativo y expresionista. Ha sido un intérprete representativo de la cultura de América Latina y de su condición social. Formó parte del Grupo Espartaco (1959-1968) siendo uno de sus fundadores.

## Biografía
Mario Mollari nació en la ciudad de Buenos Aires el 1 de septiembre de 1930. Fue un artista autodidacta , su pintura podría definirse como arte figurativo latinoamericanista.

### Sus inicios
Su padre Julio Mollari era actor de teatro leído. A los 10 años pierde a su madre , entonces su padre opta por marcharse a vivir a Córdoba quedando él y su hermano mayor solos en la vivienda familiar del barrio de Flores de la ciudad de Buenos Aires, donde se gestarán sus inicios en el arte y la pintura.
En su juventud Mollari decide irse con lo puesto a Europa, y más específicamente a la meca del arte por esos tiempos: París. Piensa que allí va a encontrar las raíces de la pintura y su inspiración artística. 
Pasa hambre y se mantiene trabajando de modelo vivo para algunos artistas de la Bohemia parisina. A medida que pasan los días, Mollari descubre que allí no está lo que deseaba. Está en la “cuna del arte” occidental, y no se siente para nada conmovido. 
Luego de unos meses decide volver a Buenos Aires habiendo comprendido que su búsqueda estaba en su tierra, que debía arañarla y buscar en sus raíces. Entonces viaja al noroeste de Argentina , a Perú  y Bolivia. Quiere conectarse con los orígenes del continente en la América Latina más profunda.
En ese camino algo lo hace vibrar mil veces más que el Louvre: la extraña y mágica luz sobre el Lago Titicaca. Esa atmósfera y ese silencio sideral lo hacen encontrar su verbo, el que guiará toda su obra.
Esta realidad lo subyuga y lo motiva por completo y para siempre. Buscando la identidad de este continente es donde él entiende está su urgencia como artista.
La geografía y la circunstancia del hombre americano lo hace comprender que su pintura debe ser distinta a la de otras culturas.

### Movimiento Espartaco
En esos años entran en su vida otros dos artistas que serán protagonistas fundamentales en su camino artístico: los jóvenes pintores Ricardo Carpani y Juan Manuel Sánchez
Los tres ven que su pintura va hacia la misma búsqueda y deciden crear un movimiento para ese motor creativo. Algo que los identifique en el mundo del arte. Así nace el Grupo Espartaco. El nombre está inspirado en la Liga Espartaquista, el movimiento obrero alemán de raíz marxista, liderado por Rosa Luxemburgo, quien a su vez la toma de Espartaco, que fuera el líder de la rebelión de esclavos más grande de la historia de Roma. 
Realizan un manifiesto , en donde se proclamaba la búsqueda de un arte revolucionario rechazando el colonialismo cultural.
```
Dice el Manifiesto: “La gran Nación Latinoamericana ya ha tenido en Orozco, Rivera, Tamayo, Guayasamín, Portinari, etc., fieles intérpretes que partiendo de las raíces mismas de su realidad han engendrado un arte de trascendencia universal. Este fenómeno no se ha dado en nuestro país salvo aisladas excepciones.” 
[
7
]
```

Y es Espartaco quien se propone dicha continuidad.
Los tres artistas exponen por primera vez en la Asociación Estímulo de Bellas Artes en 1957. 
Mientras Espartaco va tomando forma, el director del Museo de Arte Moderno de Buenos Aires, Rafael Squirru observa la obra de estos tres jóvenes artistas y en 1959 les propone salir al mundo como movimiento en el 1°Salón Nacional del Arte Rioplatense, invitando a participar en esta muestra a Carlos Sessano y a Esperilio Bute, incorporándolos de esta manera al Grupo.
Ese mismo año comienzan a sumarse nuevos integrantes a “Espartaco”:
el fotógrafo y amigo de Mario, Tito Vallacco y el pintor boliviano Raúl Lara Torrez. El 1960 se suma la joven y talentosa pintora Elena Diz, (compañera además de Juan Manuel Sánchez) y el pintor Pascual Di Bianco. En el año 1965 ingresa al grupo Franco Venturi.
En 1961 Mollari realiza un mural en el Gimnasio del Parque Chacabuco de la ciudad de Buenos Aires. Años después el lugar fue expropiado para la construcción de la Autopista 25 de Mayo bajo la gestión del Intendente de facto Osvaldo Cacciatore (1978). Entonces el mural fue demolido sin aviso y sin consideración alguna por la desaparición de dicha obra de arte.
En el año 1966 Mario Mollari junto a Juan Manuel Sánchez, realizan dos murales en la Facultad de Ciencias Exactas y Naturales (Universidad de Buenos Aires).
Este mural fue dañado durante una toma Universitaria de estudiantes en los años setenta. Los camiones hidrantes entraron a la Facultad para reprimir y la fuerza de los chorros de agua provocó que la pintura se levantara en varias partes. Recién luego de 30 años el mural fue restaurado por el artista con la colaboración de su hijo Matias.
Mollari sigue en el grupo hasta su disolución en el año 1968. La última muestra se realiza en la galería Witcomb entre el 5 y el 16 de agosto. Los “Espartacos” alegan que su propuesta ya ha quedado instalada en la mayoría de sus colegas artistas, por lo que el grupo ya no tenía razón de existir. Finalmente los artistas habían reconocido su necesidad de estar junto a la clase obrera.

### Consolidación del artista
Mario Mollari continua pintando y en el año 1972 realiza uno de sus trabajos más reconocidos a nivel popular, ya que no había que ir a una galería de arte para poder apreciarlo y su imagen invade de repente el país. A pedido de Mercedes Sosa hace la tapa del disco “Cantata Sudamericana” que se convierte en una imagen icónica de la cantante.
En 1976 Franco Venturi es secuestrado por fuerzas de seguridad convirtiéndose en el primer artista plástico desaparecido de la Argentina.
La mayoría de los integrantes del Grupo Espartaco entonces deciden exiliarse en España , pero Mollari se queda en Argentina en una especie de autoexilio en su casa de la zona Norte del Gran Buenos Aires. 
Realiza exposiciones individuales y colectivas en importantes galerías e Instituciones del país. Fue invitado de Honor del Museo “Rosa Galisteo de Rodríguez”  de Santa Fe ; invitado a participar de la muestra “la Rebelión de los Gerontes”  en el Centro Cultural Recoleta (1997); participa en la Exposición  “Grandes Premios Nacionales” en la Bolsa de Comercio (1998) ; en el año 1999 es invitado a participar en varias muestras  : la exposición organizada por los Críticos de Arte en el Palais de Glace,  Arte BA en el Centro de exposiciones de la Rural , “Grandes Premios de Honor de la Pintura Argentina” en el Instituto Oncológico Henry Moore, y “Cien años de Pintura , 100 pintores” en el Palais de Glace; es convocado para formar parte de la muestra “Arte y política en los 60” junto a sus compañeros del Grupo Espartaco en el Palais de Glace (2002);  En agosto de 2004 se inaugura la Exposición “Grupo Espartaco , obra pictórica 1959-1968” en el Museo de la UNTREF.
A lo largo de su carrera recibió reconocimiento e importantes premios:
- Cuarto Premio Salón de Santa Fe (1959)
- Tercer Premio Salón de Santa Fe (1960)
- Segundo Premio Salón Nacional (sección histórica, 1960)
- Tercer Premio Bienal de Curuzú Cuatiá ,  Corrientes  (1961)
- Segundo Premio Salón Nacional (1961)
- Gran Premio de Honor Salón Mar del Plata (1967)
- Primer Premio del LXXVII Salón Nacional de Artes Plásticas (1988)
- Primer Premio Bienal de Arte Sacro (1994)
- Gran Premio de Honor ( Adquisición)  Presidente de la Nación (1998)
Mollari muere en la ciudad de Buenos Aires el 30 de octubre de 2010.